# Światowy Dzień Książki i Praw Autorskich
Światowy Dzień Książki i Praw Autorskich (Międzynarodowy Dzień Książki, Światowy Dzień Książki) – doroczne święto organizowane przez UNESCO w celu promocji czytelnictwa, edytorstwa i ochrony własności intelektualnej za pomocą praw autorskich. Dzień ten po raz pierwszy obchodzono w 1995 roku.

## Geneza święta
Światowy Dzień Książki i Praw Autorskich obchodzony jest 23 kwietnia. Data ta wybrana została jako symboliczna dla literatury światowej. W tym dniu w roku 1616 zmarli Miguel de Cervantes, William Szekspir i historyk peruwiański Inca Garcilaso de la Vega (przy czym datę śmierci Szekspira podaje się według kalendarza juliańskiego, a pozostałych dwóch – według gregoriańskiego). Na ten sam dzień przypada również rocznica urodzin lub śmierci innych pisarzy, np. Maurice’a Druona, Halldóra Laxnessa, Vladimira Nabokova, Josepa Pla i Manuela Mejía Vallejo. W Wielkiej Brytanii i Irlandii Światowy Dzień Książki wyjątkowo obchodzony jest w pierwszy czwartek marca, tak aby święto to wypadało w trakcie semestru szkolnego.
Pomysł organizacji święta zrodził się w Katalonii – w 1926 roku wystąpił z nim wydawca z Walencji, Vicente Clavel Andrés. Z początku planowano związać je z datą 7 października, domniemaną datą urodzin Cervantesa, lecz ze względu na niepewność z nią związaną, ustalono datę 23 kwietnia. W Hiszpanii Dzień Książki jest świętem oficjalnym od roku 1930, a od 1964 – we wszystkich krajach hiszpańskojęzycznych.
23 kwietnia jest w Katalonii hucznie obchodzonym świętem narodowym, jako dzień jej patrona – Świętego Jerzego. Zgodnie z tradycją w Katalonii obdarowywano w ten dzień kobiety czerwonymi różami, mającymi symbolizować krew smoka pokonanego przez św. Jerzego. Później kobiety zaczęły odwzajemniać się mężczyznom podarunkami z książek.
UNESCO postanowiło stworzyć tytuł Światowej Stolicy Książki, który jako pierwsze miasto otrzymał Madryt. Tytuł Światowej Stolicy Książki przyznawany jest co roku przez UNESCO jako wyróżnienie dla najlepszego przygotowanego przez dane miasto programu promującego książki i czytelnictwo.